# Layne Beachley

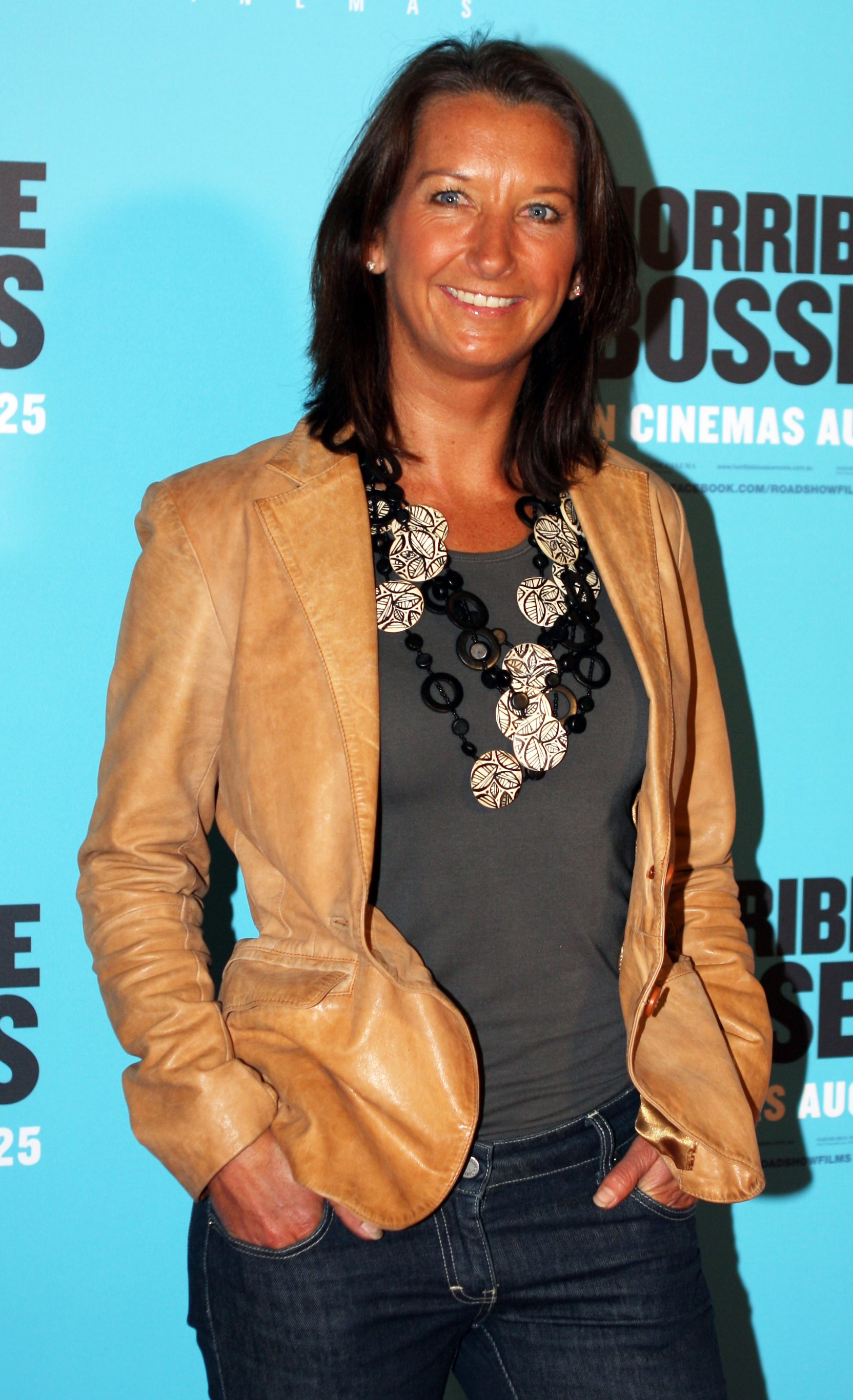
Layne Beachley (2011)

Layne Beachley AO (* 24. Mai 1972 in Sydney) ist eine ehemalige Profisurferin aus Manly in Australien. Sie ist 8-fache Weltmeisterin der WSL.

## Karriere
Im Alter von 16 Jahren wurde Beachley Profisurferin. Bereits im Alter von zwanzig Jahren war sie Sechste der Weltrangliste. Im Jahr 1998 gewann Beachley erstmals die ASP-Weltmeisterschaft der Frauen. Diesen Titel konnte sie in den darauffolgenden fünf Jahren von 1999 bis 2003 erfolgreich verteidigen und 2006 sowie 2019 noch einmal bestätigen. Damit hat sie acht WM-Titel errungen und ist mit sechs aufeinander folgenden Weltmeistertiteln Rekordhalterin.
Im Jahr 2004 erhielt Beachley eine Wildcard für den Männerwettbewerb Energy Australia Open in Newcastle. Im selben Jahr gewann sie den Laureus World Sports Award in der Kategorie „Alternativsportlerin des Jahres“.

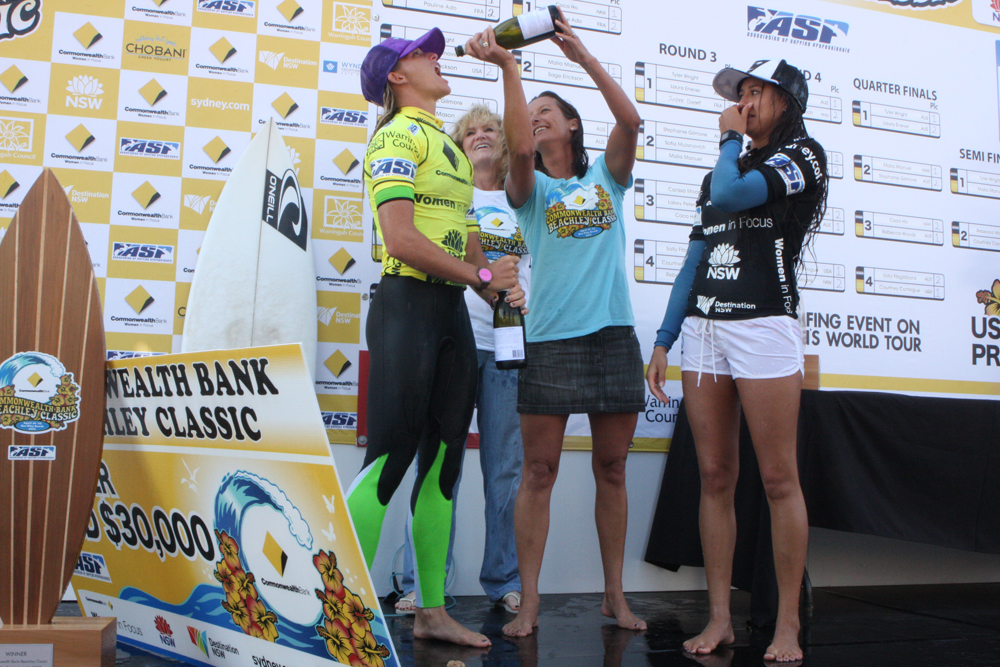
Layne Beachley bei der Siegerehrung der Gewinner der Beachley Classic (2012)

2006 fanden erstmals die Beachley Classic der ASP Woman’s World Tour statt. Der Wettbewerb wurde zu Ehren von Layne Beachley benannt und wird an ihrem Heimatort Manly Beach in Australien ausgetragen. Der Wettbewerb richtet sich an professionelle Surferinnen und ist mit dem höchsten Preisgeld aller Veranstaltungen dotiert. Die Beachley Classic wurden letztmals im Jahr 2012 ausgetragen.
2006 wurde Bleachley für ihre überragenden Leistungen im Surfsport mit der Aufnahme in die Ehrengalerie der amerikanischen Surfers Hall of Fame ausgezeichnet. Dabei wurden ihre Hand- und Fußabdrücke sowie ihre Signatur in einer gegossenen Betonfliese im Gehweg am Pacific Coast Highway in Huntington Beach, Kalifornien verewigt.
Beachley erklärte am 10. Oktober 2008 ihren Rücktritt aus Altersgründen. Jedoch gelang ihr in den Folgejahren ein Comeback und sie gewann 2019 ihren achten Weltmeistertitel. Mit insgesamt acht Weltmeistertiteln steht sie damit auf gleicher Stufe wie Stephanie Gilmore.

## Erfolge
| Jahr |       | Bewerb                       | Platzierung | Titel         | Land               |
| ---- | ----- | ---------------------------- | ----------- | ------------- | ------------------ |
| 2019 | WSL   | Woman's Championship Tour    | 1.          | Weltmeisterin | Vereinigte Staaten |
| 2006 | ASP * | Woman's Championship Tour    | 1.          | Weltmeisterin | Vereinigte Staaten |
| 2003 | ASP * | Woman's Championship Tour    | 1.          | Weltmeisterin | Vereinigte Staaten |
| 2002 | ASP * | Woman's Championship Tour    | 1.          | Weltmeisterin | Vereinigte Staaten |
| 2001 | ASP * | Woman's Championship Tour    | 1.          | Weltmeisterin | Vereinigte Staaten |
| 2000 | ASP * | Woman's Championship Tour    | 1.          | Weltmeisterin | Vereinigte Staaten |
| 1999 | ASP * | Woman's Championship Tour    | 1.          | Weltmeisterin | Vereinigte Staaten |
| 1999 | ASP * | Vans Triple Crown of Surfing | 1.          |               | Vereinigte Staaten |
| 1998 | ASP * | Woman's Championship Tour    | 1.          | Weltmeisterin | Vereinigte Staaten |
| 1998 | ASP * | Vans Triple Crown of Surfing | 1.          |               | Vereinigte Staaten |
| 1997 | ASP * | Vans Triple Crown of Surfing | 1.          |               | Vereinigte Staaten |

* Die Association of Surfing Professionals (ASP) wurde 2015 in  World Surf League (WSL) umbenannt.

## Auszeichnungen
- 2004: Laureus World Sport Award – Alternativ-Sportler des Jahres
- 2006: Aufnahme in die Surfers Hall of Fame in Huntington Beach, Kalifornien
- 2011: Aufnahme in die Sport Australia Hall of Fame[6]

## Filmauftritte
Beachley kommt in folgenden Filmen vor:
- 7 Girls (Dokumentation, 2001)
- Blue Crush (2002)
- Billabong Odyssee (2003)
- Step into Liquid (2003)